# Arthur Oliveira
Arthur Barasuol de Oliveira, noto semplicemente come Arthur Oliveira (Caxias do Sul, 30 luglio 1990), è un giocatore di calcio a 5 brasiliano naturalizzato giapponese.

## Biografia
È figlio di Paulo César, ex calcettista e allenatore brasiliano, già commissario tecnico della nazionale maschile di calcio a 5 del Brasile. Nel dicembre del 2020 riceve la cittadinanza giapponese.

## Carriera

### Club
Cresciuto a Canoas, inizia a giocare a calcio a 5 nel settore giovanile del Clube dos Empregados da Petrobras per spostarsi in seguito in quello della blasonata Ulbra. Nel 2009 si trasferisce al Praia Clube dove viene impiegato sia nella formazione Under-20 sia nella prima squadra. Nel 2010 viene acquistato dal Corinthians, con cui gioca per un quadriennio, quindi passa al Copagril. Nel 2015 si accasa allo Shriker Osaka in Giappone, con il quale due anni più tardi vince la F. League 2016-2017, primo titolo nazionale del club nonché prima affermazione di un club diverso dal Nagoya Oceans.

### Nazionale
Ottenuta la cittadinanza giapponese, nel 2021 viene incluso nella lista definitiva dei convocati della Nazionale maschile di calcio a 5 del Giappone per la Coppa del Mondo; in Lituania Oliveira realizza 4 reti, tutte contro l'Angola, che lo rendono il miglior marcatore della selezione nipponica al torneo. Con la selezione nipponica ha disputato la vittoriosa Coppa d'Asia 2022.

## Palmarès

### Club
- Campionato giapponese: 2
Shriker Osaka: 2016-17
Nagoya Oceans: 2020-21

### Nazionale
- Coppa d'Asia: 1
Kuwait 2022